# Bordone del pellegrino
In araldica il bordone del pellegrino simboleggia il pellegrinaggio in Terra Santa. Il bordone, nella posizione araldica ordinaria, compare posto in palo, ma può assumere anche le altre posizioni araldiche ammesse. La presenza del tipico bordone individua un normale passante in un pellegrino.
Più raramente il bordone è usato come semplice attributo di un santo specifico, come san Francesco da Paola.

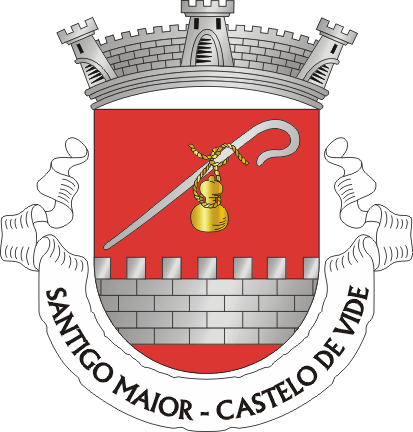
Bordone da pellegrino posto in sbarra
Frate pellegrino passante con il bordone (Münchwilen, Svizzera)
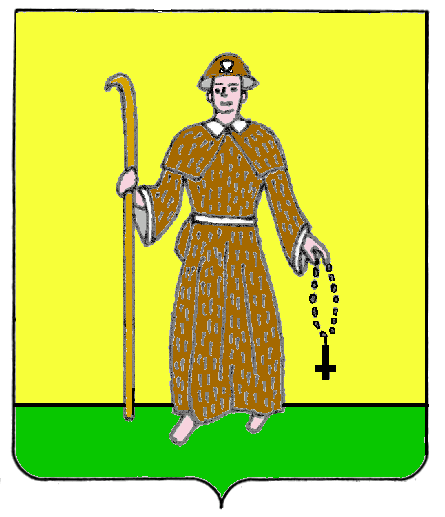
Pellegrino con il bordone (stemma della famiglia Pellegrini[1])
Di rosso, a tre bordoni d'argento, posti in palo

In araldica si trova anche il cosiddetto bastone del pellegrino, di forma diversa dal bordone e, generalmente, stilizzata.

Bastone del pellegrino d'oro, posto in banda (Chamagne, Francia)
D'oro, a tre bastoni del pellegrino di nero, ordinati in pergola, appuntati in cuore, accompagnati da tre rose di rosso male ordinate (stemma di Habergy, Belgio)
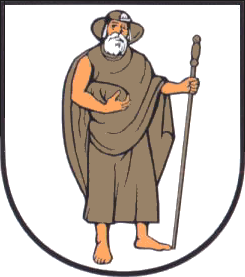
D'argento, al pellegrino al naturale, tenente con la mano sinistra un bastone del pellegrino (stemma di Dornburg in uso fino al 2008, Germania)
Di rosso, al grappolo d'uva d'oro, accostato da due bastoni del pellegrino, sostenuto da una burella ondata, il tutto d'argento; al capo d'armellino (Le Cellier, Francia)
Partito d'argento, a tre fasce doppiomerlate di rosso, e d'argento, murato di nero, al palo d'azzurro, attraversante sulla partizione e caricato di un bastone da pellegrino d'oro (Pierre-la-Treiche, Francia)